# Poul Christian Stemann
Poul Christian von Stemann (14. april 1764 i København – 25. november 1855 på Herlufsholm) var den førende minister i de sidste år af den danske enevælde. Han var af en embedsmandsslægt, der oprindeligt kom fra Westfalen og søn af Christian Ludvig von Stemann. 

## Biografi
I 1781 tog han juridisk embedseksamen og blev udnævnt til kammerjunker. 
Han blev i 1788 gift med Cathrine Elisabeth Wasserfall (1767-1850), en datter af grosserer Peter Wasserfall. Det gode ægteskab gav ham mulighed for at blive godsejer på Sjælland; først ved køb af Benzonlund ved Jyllinge og derefter i 1805 Valbygård ved Slagelse, efter at Benzonlund var solgt. Valbygård blev solgt i 1846.
I 1798 blev han udnævnt til amtmand i Sorø Amt, hvor han udmærkede sig som embedsmand. 
I 1827 blev han gehejmestatsminister, præsident for Danske Kancelli, justitsminister og kongelig bankkommissær. Som præsident for kancelliet blev han også direktør for Herlufsholms Stiftelse. Han forlod embedet som amtmand med "Amtet og dets Kjøbstæder i den fortrinligste Orden med alle Kasser fyldte".
Stemann var præsident for kancelliet i 21 år og satte dermed et afgørende præg på lovgivning og reformer i den sidste del af enevælden.
Han var medvirkende til kommunalreformen i 1837, hvorved borgerne i købstæderne fik et vist folkestyre gennem en borgerrepræsentation. Frem til 1841 indførtes også sogneråd og amtsråd. En anden vigtig reform var arveloven fra 1845, der gjorde den efterladte ægtefælle til tvangsarving.
I 1831 fungerede han kortvarigt som udenrigsminister.
Stemann fik en afgørende rolle at spille under det pres, der fra 1830 var fra den franske juli-revolution og den tyske nationale frihedsbevægelse. Mange tyskere, særligt i Holsten, ønskede en selvstændig, fri forfatning for hertugdømmerne og kun "konge og fjende fælles" med Danmark. Stemann var i opposition til denne bevægelse, og mens han accepterede en stænderforsamling for Holsten, var han mod de rådgivende stænder i Danmark. Da dette ikke kunne undgås, satte han i opposition til A.S. Ørsted ved stænderforordningen i 1834 igennem, at kun grundejere fik valgret og blev valgbare, idet han mente, at fast ejendom gav en tilknytning til staten. Ørsted havde ment, at også uddannede mænd, som lærere og præster burde kunne stemme. 
Efter Christian 8.s død i 1848 proklamerede Stemann Frederik 7.s tronbestigelse fra Christiansborg Slots balkon og blev kort herefter afskediget.